# Clot de Moreu

El Clot de Moreu, respecte del terme d'Abella de la Conca

El Clot de Moreu és una vall molt marcada -clot- del terme municipal d'Abella de la Conca, a la comarca del Pallars Jussà, a la vall de Carreu. Està situat al nord-oest de l'antic poble de Carreu, i hi discorre la llau del Retiro de Carreu. És a llevant de les Pujadetes i al sud-oest de Cumó. A l'extrem nord-oriental del Clot hi ha l'Espluga de Moreu. El Camí de Pla del Tro hi fa la volta pel nord, de llevant a ponent.
Es tracta d'un topònim romànic modern, de caràcter descriptiu: un clot en terres de Moreu.